# Järnsulfid

Järnsulfid kan bildas av anaeroba bakterier.

Järnsulfid är en kemisk förening av järn och svavel. Det förekommer naturligt i mineralerna troilit och magnetkis, dock inte i pyrit. Ämnet uppträder ofta i icke-stökiometrisk form med varierande halter av järn och svavel.

## Egenskaper
Finkornig järnsulfid kan vara pyrofor i kontakt med luft. Ämnet är ferrimagnetiskt om det innehåller en övervikt av järn, men närmar sig antiferromagnetisk ju mer jämvikt det är mellan järn och svavel.

## Framställning
Järnsulfid kan framställas direkt från grundämnena järn och svavel.
{\displaystyle {\rm {Fe+S\rightarrow FeS}}}
Det kan också produceras av anaeroba bakterier. Det sker främst i syrefattiga miljöer med lågt pH-värde.

## Användning
Järnsulfid innehåller för mycket svavel för att vara intressant för utvinning av stål, men om det kalcineras frigörs svaveldioxid som sedan leds genom vatten för att bilda svavelsyrlighet.